# Golušnik
Golušnik este o localitate din comuna Novo mesto, Slovenia, cu o populație de 12 locuitori.